# Podnoszenie ciężarów na Letnich Igrzyskach Olimpijskich 1948
Podnoszenie ciężarów na Letnich Igrzyskach Olimpijskich 1948 w Londynie odbyło się w dniach 9 – 11 sierpnia w hali Earls Court Exhibition Centre. W zawodach wzięło udział 120 sztangistów (tylko mężczyzn) z 30 krajów. W tabeli medalowej najlepsi okazali się reprezentanci Stanów Zjednoczonych z czterema złotymi, trzema  srebrnymi i jednym brązowym medalem. Po raz pierwszy w historii odbyły się zawody w wadze koguciej.

## Galeria

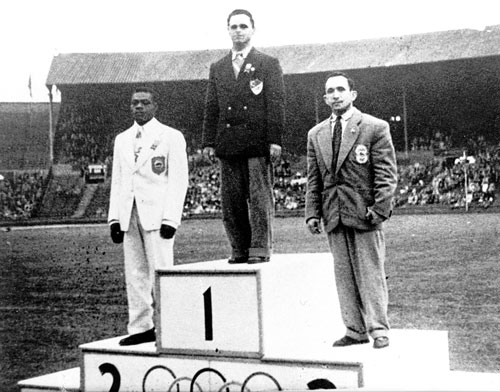
podium w wadze piórkowej
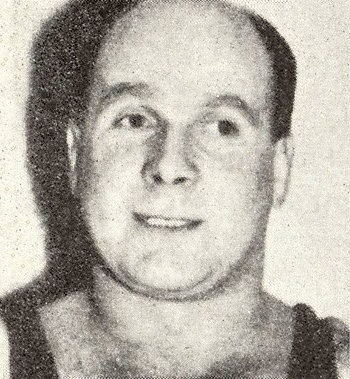
Gösta Magnusson - brązowy medalista w wadze lekkociężkiej
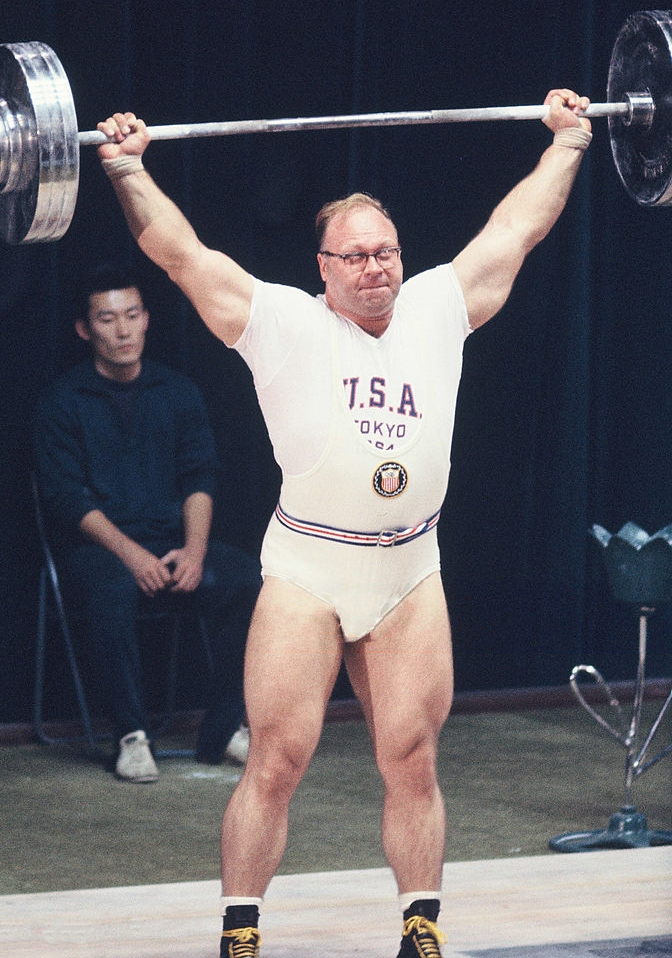
Norbert Schemansky - wicemistrz olimpijski w wadze ciężkiej
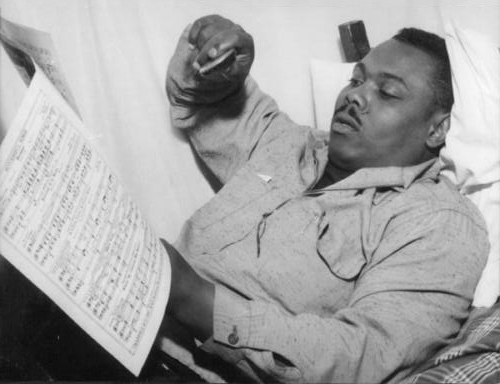
John Davis - mistrz olimpijski w wadze ciężkiej

## Medaliści
| Konkurencja | Złoto            | Wynik    | Srebro             | Wynik    | Brąz            | Wynik    |
| -56 kg      | Joseph DePietro  | 307,5 kg | Julian Creus       | 297,5 kg | Richard Tom     | 295,0 kg |
| -60 kg      | Mahmud Fajjad    | 332,5 kg | Rodney Wilkes      | 317,5 kg | Dżafar Salmasi  | 312,5 kg |
| -67,5 kg    | Ibrahim Szams    | 360,0 kg | Atijja Hammuda     | 360,0 kg | James Halliday  | 340,0 kg |
| -75 kg      | Frank Spellman   | 390,0 kg | Peter George       | 382,5 kg | Kim Seong-jip   | 380,0 kg |
| -82,5 kg    | Stanley Stanczyk | 417,5 kg | Harold Sakata      | 380,0 kg | Gösta Magnusson | 375,0 kg |
| +82,5 kg    | John Davis       | 452,5 kg | Norbert Schemansky | 425,0 kg | Bram Charité    | 412,5 kg |

## Klasyfikacja medalowa
| Klasyfikacja medalowa | Klasyfikacja medalowa | Klasyfikacja medalowa | Klasyfikacja medalowa | Klasyfikacja medalowa | Klasyfikacja medalowa |
| --------------------- | --------------------- | --------------------- | --------------------- | --------------------- | --------------------- |
| Miejsce               | Reprezentacja         | Złoto                 | Srebro                | Brąz                  | Razem                 |
| 1.                    | Stany Zjednoczone     | 4                     | 3                     | 1                     | 8                     |
| 2.                    | Królestwo Egiptu      | 2                     | 1                     | 0                     | 3                     |
| 3.                    | Wielka Brytania       | 0                     | 1                     | 1                     | 2                     |
| 4.                    | Trynidad i Tobago     | 0                     | 1                     | 0                     | 1                     |
| 5.                    | Iran                  | 0                     | 0                     | 1                     | 1                     |
| 5.                    | Holandia              | 0                     | 0                     | 1                     | 1                     |
| 5.                    | Korea Południowa      | 0                     | 0                     | 1                     | 1                     |
| 5.                    | Szwecja               | 0                     | 0                     | 1                     | 1                     |